# Luciano Bruno
Luciano Bruno (Foggia, 23 maggio 1963) è un ex pugile italiano vincitore della medaglia di bronzo nei pesi welter ai Giochi olimpici di Los Angeles del 1984.

## Biografia

### Carriera da dilettante
Luciano Bruno si è distinto soprattutto durante la carriera dilettantistica. È stato Campione d'Italia dei pesi superleggeri nel 1980 a Terracina e nel 1981 a Grosseto. Si è ripetuto passando ai pesi welter nel 1982 a Milano. Nello stesso anno è stato Vicecampione europeo Under 20 e Vicecampione mondiale militare.
Nel 1983 è stato Vicecampione europeo a Varna, nei pesi welter, ha vinto la Coppa del mondo e la medaglia d'argento ai Giochi del Mediterraneo di Casablanca.
Convocato a rappresentare l'Italia alle Olimpiadi di Los Angeles del 1984, nei pesi welter, ha conquistato la medaglia di bronzo arrendendosi in semifinale al più alto statunitense Mark Breland (191 cm), che vincerà la medaglia d'oro e poi, da professionista, sarà due volte campione del mondo dei welter.
Primo classificato a cinque tornei nazionali ed a sei tornei internazionali. Da pugile dilettante ha collezionato ben 110 vittorie su 120 incontri disputati. Nel 1984 riceve l'Oscar del pugilato.

### Carriera da professionista
Bruno diventa pugile professionista nel 1984, combattendo nei pesi superwelter nella scuderia Totip di Umberto Branchini. Vince nove incontri, 6 per k.o e 3 ai punti. Tra le sue vittime il futuro campione del mondo René Jacquot, castigatore di Luigi Minchillo, Romolo Casamonica e del fuoriclasse Don Curry. 
Nel 1987, all'età di soli 24 anni, Bruno è però costretto al ritiro per infortunio alla mano sinistra con ancora il record pugilistico immacolato.

### Dopo il ritiro
Dopo il ritiro insegna pugilato a Foggia presso la palestra Taralli, dove ha aperto una propria associazione pugilistica.